# گردی تروست
گردی تروست (انگلیسی: Gerdy Troost; ۱ ژانویهٔ ۱۹۰۴ – ۱ ژانویهٔ ۲۰۰۳) معمار، و فروشنده آثار هنری اهل آلمان بود.
او همسر پاول تروست بود.